# 色摩力夫
色摩 力夫（しかま りきを、1928年5月13日 - 2022年11月24日）は、日本の外交官。国家基本問題研究所客員研究員。浜松大学教授。

## 来歴
神奈川県横浜市生まれ。仙台陸軍幼年学校卒業、陸軍士官学校61期。東京大学文学部仏文学科卒業。
1954年、外務省入省、スペイン留学、国際連合局社会課長、アメリカ局中南米参事官、内閣官房インドシナ難民連絡調整会議事務局長、サン・パウロ総領事を経て、ホンジュラス大使、コロンビア大使、チリ大使を歴任。
1992年に退官し、浜松大学国際経済学部教授。2003年退職。
1998年、勲二等瑞宝章受章。

## 著書

### 単著
- 『オルテガ 現代文明論の先駆者』中央公論新社〈中公新書 894〉、1988年9月1日。ISBN 978-4-1210-0894-7。 NCID BN02607455。
- 『アメリゴ・ヴェスプッチ 謎の航海者の軌跡』中央公論新社〈中公新書 1126〉、1993年4月1日。ISBN 978-4-1210-1126-8。 NCID BN09003808。
- 『国家権力の解剖 軍隊と警察』総合法令出版、1994年8月1日。ISBN 978-4-8934-6390-6。 NCID BN11423679。
- 『黄昏のスペイン帝国 オリバーレスとリシュリュー』中央公論新社、1996年7月1日。ISBN 978-4-1200-2595-2。 NCID BN14908947。
- 『フランコ スペイン現代史の迷路』中央公論新社〈中公叢書〉、2000年6月1日。ISBN 978-4-1200-3013-0。 NCID BA47194924。
- 『日本人はなぜ終戦の日付をまちがえたのか 8月15日と9月2日の間のはかりしれない断層』MOKU出版、2000年11月1日。ISBN 978-4-9006-8253-5。 NCID BA50133509。
- 『国際連合という神話』PHP研究所〈PHP新書 168〉、2001年9月1日。ISBN 978-4-5696-1825-8。 NCID BA53517620。
- 『日本の死活問題 国際法・国連・軍隊の真実』グッドブックス、2017年6月9日。ISBN 978-4-9074-6112-6。 NCID BB24018114。
  - 『国防と国際法』グッドブックス、2021年11月25日。ISBN 978-4-9074-6132-4。 NCID BC11631238。 - 『日本の死活問題』を新装改訂

### 共著
- 色摩力夫、小室直樹『国民のための戦争と平和の法 国連とPKOの問題点』総合法令出版、1993年10月1日。ISBN 978-4-8934-6276-3。 NCID BN09904834。
- 色摩力夫、小室直樹『人にはなぜ教育が必要なのか』総合法令出版、1997年11月1日。ISBN 978-4-8934-6571-9。 NCID BA33320204。
- 色摩力夫、田中義具、渡辺昭夫『今、国連そして日本』自由国民社〈虎ノ門DOJOブックス〉、2004年4月1日。ISBN 978-4-4261-2109-9。 NCID BA66862439。